# Дамјан Перовић
Дамјан Перовић је племенски капетан пореклом из Црне Горе, који се истакао у ослободилачкој борби против Турака.

## Младост и опис
Рођен је 1852. године у Бјелопавлићима, у Црној Гори. Одрастао је у племену Бјелопавлићима, које је било у сталном сукобу са Турцима и чувало слободу у брдима Црне Горе.
Савременици га описују као „горостаса преко два метра, стасит и плећат, јуначина оштрог погледа и продорног гласа”. Даље се каже да је био човек од дела и јунаштва. Код њега дата реч вредела је људске главе. У бој с Турцима Дамјан је ишао као у„сватове". Кад би појурио испред свога племена грабио је само напред и напред, а за њим су саплеменици јуришали. Он их је скоро носио, као да је имао змајева крила. Кажу, ни душмански куршум не хтеде јунака, као да је имао неку тајанствену амајлију, коју је носио и ишао у бој „прсат".
Одрастао је уз кућно огњиште, уз мркооке и бркате дедове и стричеве, оца барјактара Вукоте, Дамјан је рано научио шта је јунаштво и чојство, а од гуслара и певача учио се витештву, по примеру старих јунака, хајдука и ускока. Од малих ногу постао је умна глава. и без школе, учитеља и попа, Дамјан научио је да чита и пише, а када је одрастао старији саплеменици су му доделили леденице, кубуру и јатаган.

## Племенски капетан Бјелопавлића
После неколико успешних бојева с Турцима Бјелопавлићи су се окупили на већање ради избора племенског капетана. Требало је за вођу племена да изаберу најхрабријег и најумнијег саплеменика. И тим чином избора најстарији ратници су истакли Дамјанове врлине и предложили га свом роду за племенског главара и капетана. Сви редом, млади и стари ратници, у знак покорности и послушности пољубише Дамјану руку.

### У служби црногорског књаза
Добар глас о његовој оштроумности и о његовом јунаштву раширио се по Црној Гори и Брдима. па је добио позив од црногорског књаза Николе Петровића Његоша: „Капетане, Дамјане Перовићу, хитно приступи мом скуту и мом двору на Цетињу, на збор и договор. Имам с тобом важан оро. Никола." Књаз га је поставио за председника суда. Књаз Никола не само да је био јунак, па даровит политичар, државник и дипломата и писац већ је био и узоран пољопривредни стручњак. Уз крај ње напоре развијао је оскудну црногорску пољопривреду. Чак је основао узорна пољопривредна добра и домаћинства. И сам је садио племениту лозу и маслину. И своју војску, кад нема боја с Турцима, терао је да обрађује имања поред касарне и да сваки војник посади бар по једну маслину. Тако је из Барија и других места Италије доносио племените саднице и делио их народу бесплатно. Чак је у своје пољопривредно добро у Рисну пренео из Барија багремове саднице. Посадио је багрем, дуж своје међе, покрај новог маслињака. После много година успешног управљања судом, Дамјан Петровић је отпуштен јер је у спору између сељака и самог књаза пресудио у корист сељака. Након тога, књаз Никола Петровић га је протерао из Црне Горе.
Дамјану Перовићу није преостало ништа друго већ да се покупи са многољудном породицом и напусти Црну Гору. Са великом чежњом са супругом Великом и десеторо деце: Јагодом, Милутином, Цветом, Филипом, Владимиром, Стеваном, Спасеном, Божаном, Миланом и Вукосавом, пође ка Србији. Српско-турску границу прешао је на Јавору. Српске власти су га добро дочекале, призанле му капетански чин и бесплатну земљу у Петровцу, код Лесковца. Упутили су га да чува српско-турску границу на Голаку.

### Досељавање у Србију
Мукотрпним радом, уз много зноја и жуљева, крчењем шума и шикара, Дамјан је добио њиве и саградио породичну кућу у Петровцу. У оно време сиромаштва стекао је добар иметак. Као „крсташ" морао је да се брани и од оних који су насртали на њега и његов дом, па и на имовину. И вечити би стражар и чувар кућног прага. Синове је посла да изучавају школе у свету, а убрзо му је стигло и писмо од Књаза Николе који му је опростио неслагања и заборавио на размирице. Чак му је подарио и пензију од Црногорског народа. Дамјан Перовић је примио заслужену црногорску пензију али се није покори књазу Николи и није заборави његово понижавање и протеривање.
Убрзо су у Србији избили ослободилачки ратови: с Турцима 1912., с Бугарима и Арбанасима 1913., и опет с Бугарима и Немцима 1914. године. Дамјанови синови и кћерке су били дорасли за оружје и рат, па су заједно са оцем у бој за слободу Србије кренуле његове кћери Јагода и Цвета, затим синови, добровољци српске војске — Владимир, ученик петог разреда лесковачке гимназије и један од 1300 српских каплара, па Стеван, ђак пољопривредне школе и Милутин, учитељ.
У боју код Преполаца, на Везировом мосту погинуо је његов син Владимир, а од туге за братом умрло му је још двојица синова. На дан школске славе Св. Саве, 27. јануара 1914, ученици и наставници Гимназије у Лесковцу, својим храбрим палим ученицима-ратницима на улазу у зграду, подигоше спомен-плочу. На њој је златним словима писало: „Споменик Андреји Петровићу, ученику VI разреда; Владимиру Перовићу, ученику V разреда; Миру Петровићу, ученику IV разреда и Михаилу Петровићу, ученику VII разреда, који су славно пали у рату за ослобођење 4. и 5. новембра 1912. године на Везировом мосту, подигнуто од његових наставника и другова ученика Лесковачке реалке". Писало је још: „Овако се гине за Отаџбину."

## Позне године и смрт
Капетан Дамјан Перовић је 1915. са укућанима тешко доживе бугарску окупацију. Опљачкали су им имовину, ћерке заробили и стрељали, а њега затворили у заробљенички логор. Често су га мучили и тукли. Од силних батина 1918. преминуо је и сахрањен у Сливену. Његов син Милан Перовић, свештеник у Кличевцу код Пожаревца, надживе све Перовиће. У старе дане вратио се у родни Петровац, где је умро 1983.